# Kosárháza
Kosárháza (szlovénül: Košarovci) falu Szlovéniában, a Muravidéken, Péterhegy községhez tartozik.

## Fekvése
Muraszombattól 18 km-re északra, Péterhegytől 7 km-re délre,  a Vendvidéki-dombság a Goričko területén a Nagy-patak (Veliki-potok) forrásvidékén fekszik. A magyar határ sincs tőle túl messze, kb. 20 km-re tőle már átkelőhely van Magyarszombatfára.

## Története
A 14. századtól a felsőlendvai Széchy család birtoka volt. 1687-ben gróf Kéry Ferenc Vas vármegyei főispán, kamarás és tábornok felesége rimaszécsi gróf Széchy Juliánna a vasvári káptalan előtt kelt oklevelében eladja a muraszombati  kastélyt, Muraszombat és Marcziansz mezővárosokkal, több muravidéki faluval, köztük Kosárházával, Busincz, Obrasakoncz és Bükallya pusztákkal egyetemben gróf Szapáry Péternek.
A térképeken már a 18. században is Kosárháza néven szerepelt, de létezett Kosarovecz elnevezése is. Nyilvánvalóan nem magyarosítás útján kapta a magyar nevét.
Vályi András szerint " KOSÁRHÁZA. Elegyes falu Vas Várm. földes Urai Gróf Szapáry, és G. Batthyáni Uraságok, lakosai katolikusok, fekszik Kancsótzhoz nem meszsze, és annak filiája; földgye néhol sovány mindazáltal némelly javai vannak. " 
Fényes Elek szerint " Kosárháza, vindus falu, Vas vmegyében, a muraszombati uradalomban, 204 kath. lak."
Vas vármegye monográfiája szerint " Kosárháza, 25 házzal és 150 vend lakossal. Vallásuk túlnyomóan ág. ev. Postája Tót-Keresztúr, távírója Csákány."
Fényes Elek, a tótsági járásról szóló könyvében 82 evangélikus lakost említ a településen, akik először Domonkosfára, majd Tótkeresztúrra jártak templomba.
1910-ben 153, túlnyomórészt szlovén lakosa volt.
1919-ig Vas vármegye Muraszombati járásának része volt. A de facto Vendvidéki Köztársaság részének nyilvánította és birtokba is vette, majd a Szerb–Horvát–Szlovén Királyságnak ítélte oda a trianoni békeszerződés. 1941-ben a magyar hadsereg visszafoglalta, s 1945-ig megtartotta, utána újból Jugoszlávia része lett, egészen 1991-ig.
Lakóinak száma a 2002-es adatok szerint 72 fő, 1991-ben még 75.

## Nevezetességei
Evangélikus kápolnája.